# Jagatipala
Jagatipala fou cap suprem de Ruhunu del 1053 al 1057. Era un natiu d'Ayodhya, que després de desembarcar a Ceilan va rebre l'adhesió de molts habitants del districte que no estaven satisfets amb Vikrama Pandya. Jagatipala fou reconegut com a cap suprem.
Després de quatre anys Jagatipala va morir en batalla contra els coles i la seva esposa reina, la seva filla i altres membres de la cort foren fets presoners i enviats al rei Cola Rajendra Cola II. A Ruhunu va emergir un nou líder anomenat Loka (Lokeswara).